# NCSM Cowichan (J146)
Pour les autres navires du même nom, voir NCSM Cowichan.
Le NCSM Cowichan (pennant number J146) (ou en anglais HMCS Cowichan) est un dragueur de mines de la Classe Bangor lancé pour la Royal Canadian Navy (RCN) et qui a servi pendant la Seconde Guerre mondiale.

## Conception
Le Cowichan est commandé dans le cadre du programme de la classe Bangor de 1939-40 le 23 février 1940 pour le chantier naval de North Vancouver Ship Repairs Limited de North Vancouver en Colombie-Britannique au Canada. La pose de la quille est effectuée le 24 avril 1940, le Cowichan est lancé le 8 septembre 1940 et mis en service le 7 avril 1941.
La classe Bangor doit initialement être un modèle réduit de dragueur de mines de la classe Halcyon au service de la Royal Navy,. La propulsion de ces navires est assurée par 3 types de motorisation: moteur diesel, moteur à vapeur à pistons et turbine à vapeur. Cependant, en raison de la difficulté à se procurer des moteurs diesel, la version diesel a été réalisée en petit nombre.
Les dragueurs de mines de classe Bangor version canadienne déplacent 683 tonnes en charge normale . Afin de pouvoir loger les chaufferies, ce navire possède des dimensions plus grandes que les premières versions à moteur diesel avec une longueur totale de 54,9 mètres, une largeur de 8,7 mètres et un tirant d'eau de 2,51 mètres. Ce navire est propulsé par 2 moteurs alternatifs verticaux à triple détente alimentés par 2 chaudières à tubes d'eau à 3 tambours Admiralty et entraînant deux arbres d'hélices. Le moteur développe une puissance de 2 400 chevaux-vapeur (1 790 kW) et atteint une vitesse maximale de 16 nœuds (30 km/h).
Leur manque de taille donne aux navires de cette classe de faibles capacités de manœuvre en mer, qui seraient même pires que celles des corvettes de la classe Flower. Les versions à moteur diesel sont considérées comme ayant de moins bonnes caractéristiques de maniabilité que les variantes à moteur alternatif à faible vitesse. Leur faible tirant d'eau les rend instables et leurs coques courtes ont tendance à enfourner la proue lorsqu'ils sont utilisés en mer de face.
Les navires de la classe Bangor sont également considérés comme exiguës pour les membres d'équipage, entassant 6 officiers et 77 matelots dans un navire initialement prévu pour un total de 40.

## Histoire

### Seconde Guerre mondiale
Le Cowichan est mis en service dans la Marine royale du Canada le 7 avril 1941 à Vancouver, en Colombie-Britannique et est transféré sur la côte Est, où il arrive en septembre 1941. Il patrouille aux Bermudes et, à son retour, il est affecté à la Halifax Local Defence Force (Force de défense locale de Halifax) pour des patrouilles locales et des missions de dragage de mines. En janvier 1942, il est transféré à la Newfoundland Force (Force de Terre-Neuve). Le Cowichan est affecté au groupe d'escorte 4.1.17 aux côtés du destroyer Assiniboine, des corvettes Kenogami et Sorel, et des Aconit et Alysse des Forces navales françaises libres. Du 29 décembre 1941 au 11 janvier, le groupe 4.1.17 escorte le convoi SC 62, le remettant au groupe d'escorte britannique B7. Du 17 janvier au 28 janvier, le groupe escorte le convoi ONS 56. Du 6 au 15 février, le groupe escort' le convoi SC 68. En septembre, le navire reçoit l'ordre de rejoindre la Western Local Escort Force (WLEF) (Force d'escorte local de l'Ouest), le commandement chargé d'escorter les convois le long des côtes du Canada et vers les États-Unis. Au début de 1942, les principaux ventilateurs du navire sont sabotés lors de réparations à Saint-Jean de Terre-Neuve. L'enquête qui en résulte est défectueuse et est close sans bruit. C'est l'une des premières tentatives de sabotage d'équipage enregistrées dans l'histoire de la Marine royale du Canada.
En janvier 1943, le Cowichan est affecté à un groupe d'escorte de la WLEF 24.18.7 avec le destroyer Annapoliset les corvettes Dunvegan and Fennel.
En juin 1943, la WLEF divise ses escortes en nouveaux groupes, le Cowichan fait partie du groupe d'escorte W-6. Il reste avec le groupe jusqu'en février 1944. Ce mois-là, il se rend au Royaume-Uni en tant qu'une des escortes canadiennes affectées à la composante navale de l'invasion de la Normandie. Il arriva en mars et est affecté à la 31e flottille de dragage de mines, entièrement canadienne,. Immédiatement avant les débarquements du jour J du 6 juin 1944, la 31e flottille de dragage de mines est chargée du déminage dans le secteur américain. Le 5 juin, la 31e flottille de dragage de mines arrive au large de la pointe de Barfleur et commence ses activités de dragage de mines à 19 heures. N'ayant pas été attaqué par les positions allemandes sur la côte, les dragueurs de mines terminent leur travail à 5h15 le 6 juin.
Le Cowichan reste dans les eaux britanniques jusqu'à son retour au Canada en février 1945. Il subit un carénage qui le maintient hors de combat jusqu'en juin, date à laquelle il retourne au Royaume-Uni. Il rentre pour la dernière fois au pays en septembre 1945 et est désarmé le 9 octobre 1945 et placé en réserve à Shelburne.

### Service commercial
Après la guerre, le Cowichan est vendu en 1946 à un acheteur de New York qui le convertie à des fins commerciales,. Acquit par la Cia Naviera Icaria SA, il conserve son nom mais est enregistré au Panama. En 1948, le navire est vendu à C. Moraitis. Le Cowichan est converti en chalutier d'une jauge brute de 663 tonneaux. Le navire est démantelé en 1950, mais il est maintenu sur la liste jusqu'en 2008. Son registre grec est fermé en 1973.

### Honneurs de bataille
- Atlantic 1941-43
- Normandy 1944

### Participation auxconvois
Le Cowichan a navigué avec les convois suivants au cours de sa carrière:
1. Convoi BX 44
2. Convoi BX 46
3. Convoi HX 165
4. Convoi HX 171
5. Convoi HX 193
6. Convoi HX 212
7. Convoi HX 216
8. Convoi HX 220
9. Convoi HX 224
10. Convoi HX 228
11. Convoi HX 247
12. Convoi HX 252
13. Convoi HX 257
14. Convoi ON 97
15. Convoi ON 134
16. Convoi ON 141
17. Convoi ON 143
18. Convoi ON 148
19. Convoi ON 149
20. Convoi ON 157
21. Convoi ON 163
22. Convoi ON 171
23. Convoi ON 189
24. Convoi ON 192
25. Convoi ON 194
26. Convoi ON 199
27. Convoi ON 202
28. Convoi ONS 5
29. Convoi ONS 9
30. Convoi SC 62
31. Convoi SC 69
32. Convoi SC 77
33. Convoi SC 81
34. Convoi SC 83
35. Convoi SC 84
36. Convoi SC 87
37. Convoi SC 90
38. Convoi SC 91
39. Convoi SC 107
40. Convoi SC 111
41. Convoi SC 115
42. Convoi SC 118
43. Convoi SC 122
44. Convoi SC 132
45. Convoi TA 25
46. Convoi XB 44
47. Convoi XB 52

### Commandement
- Lieutenant (Lt.) Ronald Jackson (RCNR) du 4 juillet 1941 au 1er décembre 1941
- Lieutenant (Lt.) Richard Jackson (RCNR) du 2 décembre 1941 au 14 février 1942
- A/Lieutenant (A/Lt.) John Richard Kidston (RCNVR) du 15 février 1942 au 25 octobre 1942
- A/Lieutenant Commander (A/Lt.Cdr.) Kenneth William Newman Hall (RCNR) du 26 octobre 1942 à 22 avril 1945
- Skipper/Lieutenant (Skpr/Lt.) Henry William Stone (RCNR) du 23 avril 1945 au 9 octobre 1945

Notes:
RCNR: Royal Canadian Naval Reserve
RCNVR: Royal Canadian Naval Volunteer Reserve 